# ملنا
مِلِنا (Melena یا Melaena) به مدفوع سیاه و تیره یا قیرمانند مربوط به خونریزی دستگاه گوارش فوقانی گفته می‌شود. رنگ سیاه و بوی واضح، ناشی از هموگلوبین موجود در خون است که توسط آنزیم‌های گوارشی یا باکتری‌های موجود در روده تغییر پیدا کرده‌است.
مکمل‌های آهن ممکن است مدفوعی تیره و مایل به خاکستری ایجاد کنند که باید از ملنا متمایز شود. همچنین رنگ سیاه مدفوع ممکن است ناشی از مصرف برخی داروها مانند بیسموت ساب‌سالیسیلات (پپتو - بیسمول) یا غذاهایی مانند چغندر، شیرین بیان یا بلوبری باشد.

## علل
شایع‌ترین علت مِلِنا بیماری زخم معده است. با این وجود هرگونه خونریزی دستگاه گوارشی فوقانی یا روده بزرگ می‌تواند منجر به ملنا شود. همچنین ملنا ممکن است ناشی از داروهای ضد انعقاد خون مانند وارفارین باشد.
دلایل خونریزی دستگاه گوارش فوقانی که ممکن است منجر به ملنا شود شامل تومورهای بدخیم مری، معده یا رودهٔ باریک، بیماری‌های خونریزی دهنده مانند ترومبوسیتوپنی، هموفیلی، ورم معده، سرطان معده، واریس مری، دیورتیکول مکل و سندرم مالوری وایس است.
از دلایل ملنای «کاذب» می‌توان به مکمل‌های آهن، پپتو بیسمول، سرب، خون بلعیده شده ناشی از خون دماغ (اپیستاکسی) و خون مصرف شده به عنوان بخشی از رژیم غذایی مانند مصرف پودینگ سیاه (سوسیس خون) اشاره کرد. همچنین نوزادان تازه متولد شده، دو تا سه روز پس از زایمان ممکن است به دلیل بلعیدن خون مادر، مدفوع تیره داشته باشند.